# David Masser
David William Masser es un matemático inglés, docente de la Universidad de Basilea, Suiza. Obtuvo su doctorado en la Universidad de Cambridge en 1974, que versó sobre funciones elípticas y trascendencia. Su mentor fue Alan Baker.
Antes de su nombramiento en el Instituto de Matemáticas de Basel, Masser fue profesor en lugares como la Universidad de Míchigan en Estados Unidos. Es conocido por sus trabajos en teoría de números, y fue miembro electo de la Royal Society en el 2005.
Junto con Joseph Oesterlé, formularon la Conjetura abc en 1985. Se ha afirmado de ella que es el "más importante problema sin resolver en el análisis diofántico". Un ejemplo de análisis diofántico sería el intento de demostrar la validez del Último teorema de Fermat.